# リック・フェルベーク
リック・フェルベーク（Rick Verbeek, 1988年12月14日 - ）は、オランダ・リンブルフ州フェンロー出身のサッカー選手。デ・トレッフェルス所属。ポジションはMF。
父親はVVVフェンローで活躍した元サッカー選手のフランク・フェルベーク。

## 経歴
2007-08シーズンのセレクションにてVVVフェンローに加入。契約内容は2009年7月迄で、プラス3年のオプション付き。
2008年8月8日に行われた対ゴー・アヘッド・イーグルス戦の63分に途中出場し、プロデビューを果たした。
2010年1月、エールステ・ディヴィジのヘルモント・スポルトへレンタル移籍。
2012-13シーズンよりトップクラッセのデ・トレッフェルスに加入することが発表された。